# Kulturåret 1769

## Födda
- 2 februari - Maria Franck (död 1847), svensk skådespelerska.
- 13 april - Thomas Lawrence (död 1830), brittisk målare.
- 5 juni - Marianne Kirchgessner  (död 1808), tysk musiker.
- 17 juni - Johan Stenhammar (död 1799), svensk skald och ledamot av Svenska Akademien.
- 23 oktober - James Ward (död 1859), engelsk målare och grafiker.
- 12 december - Anders Hansson (död 1833), svensk målare.
- okänt datum - Ebba Morman (död 1802), svensk skådespelerska.

## Avlidna
- 5 februari - Cajsa Warg (född 1703), svensk hushållerska och författare.
- 3 april - Gerhard Tersteegen (född 1697), tysk reformert mystiker, köpman, bandvävare, lärare, författare och psalmdiktare.
- 24 april - Philip Fredrik Hiller (född 1699), tysk teolog och psalmdiktare.
- 28 september - Abraham Achrenius (född 1706), finländsk präst och författare av religiösa sånger.
- 13 december - Christian Fürchtegott Gellert (född 1715), tysk skald och filosof.